# Выборы в Конституционную Ассамблею Лаоса (1946)
Выборы в Конституционную Ассамблею Лаоса проходили 15 декабря 1946 года. После того, как Франция в начале 1946 года вновь оккупировала Лаос, национально-освободительное движение приняло форму партизанской войны. Ввиду размаха партизанской войны французские оккупационные власти 27 августа 1946 года были вынуждены подписать соглашение, согласно которому Лаос получил право иметь собственную конституцию, парламент и правительство, но при этом сохранялся институт верховного резидента (комиссара) Франции в Лаосе. На основании этого соглашения 11 октября 1946 года король Сисаванг Вонг подписал указ о проведении в декабре того же года выборов в Учредительное собрание (Конституционную Ассамблею), которое должно было принять конституцию страны. Выборы 15 декабря 1946 года проходили на беспартийной основе.
Избранная Конституционная Ассамблея начала работу 15 марта 1947 года во Вьентьяне под контролем французских колониальных властей, и 11 мая 1947 года утвердила первую конституцию Лаоса: Лаос объявлялся конституционной монархией и ассоциированным государством в составе Французского Союза.